# 赖晓晓
赖晓晓（1993年12月3日—），安徽广德人，中共党员，中国女子武术套路运动员。

## 生平
1993年12月3日出生于安徽广德，父母都是农民，赖晓晓为家中独女。七岁被父母送至广德县震龙小学练习武术，2001年代表宣城市参加安徽省少儿艺术节并获得金奖，作为代表团唯一的女孩备受关注。2003年，三年级的她转学到安徽省体校，并进入安徽省武术专业队。曾获“广德青年五四奖章”、“宣城青年五四奖章”荣誉称号，2016年被安徽省总工会授予安徽省“五一巾帼标兵”及安徽省“五一劳动奖章”荣誉称号。省体校毕业后进入华东理工大学学习，于2017年本科毕业。2019年考取安徽师范大学体育学院硕士研究生。
2015年，在第十三届世界武术锦标赛上，为中国队夺得女子枪术金牌，也是她夺得的第一个世界冠军。2016年，在第一届世界杯武术套路比赛上，再次夺得女子枪术冠军。2021年，在中华人民共和国第十四届全国运动会上，夺得女子拳剑枪全能项目冠军，是她首次在全运会夺冠，也是安徽代表团在本届全运会中收获的首枚金牌。
2023年2月入职安徽师范大学，成为安徽师范大学体育学院教师。

## 主要战绩
- 2006年，全国武术传统冠军赛双剑冠军
- 2008年，全国武术锦标赛枪术第三名
- 2013年，全国武术冠军赛长拳、枪术冠军
- 2014年，全国武术锦标赛枪术冠军
- 2014年，全国武术冠军赛长拳、枪术冠军
- 2015年，全国武术锦标赛枪术第二名
- 2015年，第十三届世界武术锦标赛枪术冠军
- 2016年，第一届世界杯武术套路比赛枪术冠军
- 2017年，中华人民共和国第十三届全国运动会拳剑枪全能项目亚军[7]
- 2019年，全国武术套路锦标赛剑术金牌、长拳银牌和枪术银牌[8]
- 2019年，全国武术套路冠军赛长拳冠军、剑术冠军和枪术亚军[9]
- 2021年，中华人民共和国第十四届全国运动会拳剑枪全能项目冠军
- 2022年，第11届世界运动会女子长拳项目冠军[10]
- 2023年，杭州亚运会女子剑术枪术全能冠军[11]